# Secteur (Rwanda)
Pour les articles homonymes, voir Secteur.

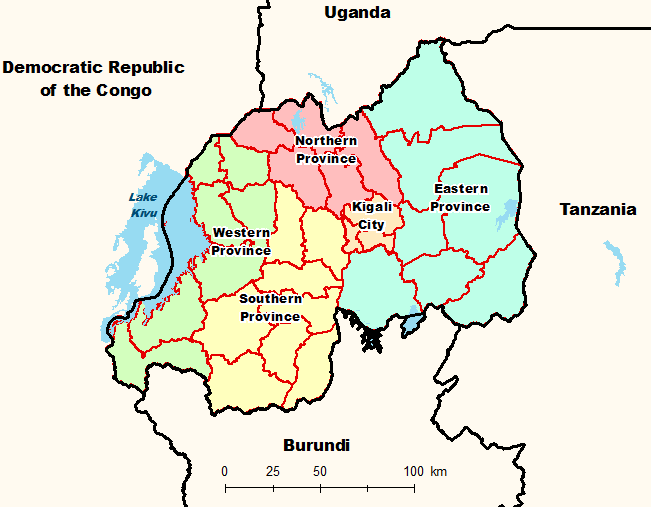
Carte des 5 provinces du Rwanda et de leurs districts

Le secteur (en kinyarwanda : umurenge au singulier, imirenge au pluriel) est une entité administrative du Rwanda, subdivision de chacun des 30 districts (en kinyarwanda : akarere au singulier, uturere au pluriel) qui composent les cinq provinces du pays. Chaque secteur est divisé en cellules (en kinyarwanda : akagari au singulier, utugari au pluriel), elles-mêmes divisées en « villages » (en kinyarwanda : umudugudu au singulier, imidigudu au pluriel) 
Ci-dessous, la liste de 416 secteurs du Rwanda, par province et par district.

## Province de l'Est

### District de Bugesera
- Gashora
- Juru
- Kamabuye
- Mareba
- Mayange
- Musenyi
- Mwogo
- Ngeruka
- Ntarama
- Nyamata
- Nyarugenge
- Rilima
- Ruhuha
- Rutonde
- Rweru
- Shyara

### District de Gatsibo
- Gasange
- Gatsibo
- Gitoki
- Kabarore
- Kageyo
- Kiramuruzi
- Kiziguro
- Muhura
- Murambi
- Ngarama
- Nyagihanga
- Remera
- Rugarama
- Rwimbogo

### District de Kayonza
- Gahini
- Kabare
- Kabarondo
- Mukarange
- Murama
- Murundi
- Mwiri
- Ndego
- Nyamirama
- Rukara
- Ruramira
- Rwinkwavu

### District de Kirehe
- Gahara
- Gatore
- Kigina
- Kirehe
- Mahama
- Mpanga
- Musaza
- Mushikiri
- Nasho
- Nyamugari
- Nyarubuye
- Rusumo

### District de Ngoma
- Gashanda
- Jarama
- Karembo
- Kazo
- Kibungo
- Mugesera
- Murama
- Mutenderi
- Remera
- Rukira
- Rukumberi
- Rurenge
- Sake
- Zaza

### District de Nyagatare
- Gatunda
- Karama
- Karangazi
- Katabagemu
- Kiyombe
- Matimba
- Mimuli
- Mukama
- Musheli
- Nyagatare
- Rukomo
- Rwempasha
- Rwimiyaga
- Tabagwe

### District de Rwamagana
- Fumbwe
- Gahengeri
- Gishari
- Karenge
- Kigabiro
- Muhazi
- Munyaga
- Munyiginya
- Musha
- Muyumbu
- Mwulire
- Nyakariro
- Nzige
- Rubona

## Province du Nord

### District de Musanze
- Busogo
- Cyuve
- Gacaca
- Gashaki
- Gataraga
- Kimonyi
- Kinigi
- Muhoza
- Muko
- Musanze
- Nkotsi
- Nyange
- Remera
- Rwaza
- Shingiro

### District de Burera
- Bungwe
- Butaro
- Cyanika
- Cyeru
- Gahunga
- Gatebe
- Gitovu
- Kagogo
- Kinoni
- Kinyababa
- Kivuye
- Nemba
- Rugarama
- Rugendabari
- Ruhunde
- Rusarabuge
- Rwerere

### District de Gicumbi
- Bukure
- Bwisige
- Byumba
- Cyumba
- Giti
- Kageyo
- Kaniga
- Manyagiro
- Miyove
- Mukarange
- Muko
- Mutete
- Nyamiyaga
- Nyankenke Ii
- Rubaya
- Rukomo
- Rushaki
- Rutare
- Ruvune
- Rwamiko
- Shangasha

### District de Rulindo
- Base
- Burega
- Bushoki
- Buyoga
- Cyinzuzi
- Cyungo
- Kinihira
- Kisaro
- Masoro
- Mbogo
- Murambi
- Ngoma
- Ntarabana
- Rukozo
- Rusiga
- Shyorongi
- Tumba

### District de Gakenke
- Busengo
- Coko
- Cyabingo
- Gakenke
- Gashenyi
- Janja
- Kamubuga
- Karambo
- Kivuruga
- Mataba
- Minazi
- Mugunga
- Muhondo
- Muyongwe
- Muzo(Rwanda)
- Nemba
- Ruli
- Rusasa
- Rushashi

## Province de l'Ouest

### District de Rusizi
- Bugarama
- Butare
- Bweyeye
- Gashonga
- Giheke
- Gihundwe
- Gikundamvura
- Gitambi
- Kamembe
- Muganza
- Mururu
- Nkanka
- Nkombo
- Nkungu
- Nyakabuye
- Nyakarenzo
- Nzahaha
- Rwimbogo

### District de Nyamasheke
- Bushekeri
- Bushenge
- Cyato
- Gihombo
- Kagano
- Kanjongo
- Karambi
- Karengera
- Kirimbi
- Macuba
- Mahembe
- Nyabitekeri
- Rangiro
- Ruharambuga
- Shangi

### District de Karongi
- Bwishyura
- Gashali
- Gishyita
- Gisovu
- Gitesi
- Kareba
- Mubuga
- Murambi
- Mutuntu
- Rubengera
- Rugabano
- Ruganda
- Rwankuba
- Twumba

### District de Rutsiro
- Boneza
- Gihango
- Kigeyo
- Kivumu
- Manihira
- Mukura
- Murunda
- Musasa
- Mushonyi
- Mushubati
- Nyabirasi
- Ruhango
- Rusebeya

### District de Ngororero
- Bwira
- Gatumba
- Hindiro
- Kabaya
- Kageyo
- Kavumu
- Matyazo
- Muhanda
- Muhororo
- Ndaro
- Ngororero
- Nyange
- Sovu

### District de Rubavu
- Bugeshi
- Busasamana
- Cyanzarwe
- Gisenyi
- Kanama
- Kanzenze
- Mudende
- Nyakiliba
- Nyamyumba
- Nyundo
- Rubavu
- Rugerero

### District de Nyabihu
- Bigogwe
- Jenda
- Jomba
- Kabatwa
- Karago
- Kintobo
- Mukamira
- Muringa
- Rambura
- Rugera
- Rurembo
- Shyira

## Province du Sud

### District de Muhanga
- Cyeza
- Kabacuzi
- Kibangu
- Kiyumba
- Muhanga
- Mushishiro
- Nyabinoni
- Nyamabuye
- Nyarusange
- Rongi
- Rugendabari
- Shyogwe

### District de Kamonyi
- Gacurabwenge
- Karama
- Kayenzi
- Kayumbu
- Mugina
- Musambira
- Ngamba
- Nyamiyaga
- Nyarubaka
- Rugalika
- Rukoma
- Runda

### District de Nyanza
- Busasamana
- Busoro
- Cyabakamyi
- Kibirizi
- Kigoma
- Mukingo
- Muyira
- Ntyazo
- Nyagisozi
- Rwabicuma

### District de Gisagara
- Gikonko
- Gishubi
- Kansi
- Kibilizi
- Kigembe
- Mamba
- Muganza
- Mugombwa
- Mukindo
- Musha
- Ndora
- Nyanza
- Save

### District de Huye
- Gishamvu
- Huye
- Karama
- Kigoma
- Kinazi
- Maraba
- Mbazi
- Mukura
- Ngoma
- Ruhashya
- Rusatira
- Rwaniro
- Simbi
- Tumba

### District de Nyaruguru
- Busanze
- Cyahinda
- Kibeho
- Kivu
- Mata
- Muganza
- Munini
- Ngera
- Ngoma
- Nyabimata
- Nyagisozi
- Ruheru
- Ruramba
- Rusenge

### District de Ruhango
- Bweramana
- Byimana
- Kabagari
- Kinazi
- Kinihira
- Mbuye
- Mwendo
- Ntongwe
- Nyamagana
- Ruhango

### District de Nyamagabe
- Buruhukiro
- Cyanika
- Gasaka
- Gatare
- Kaduha
- Kamegeli
- Kibirizi
- Kibumbwe
- Kitabi
- Mbazi
- Mugano
- Musange
- Musebeya
- Mushubi
- Nkomane
- Nyamagabe

## "Province" Ville de Kigali

### District de Nyarugenge
- Gitega
- Kanyinya
- Kigali
- Kimisagara
- Mageragere
- Muhima
- Nyakabanda
- Nyamirambo
- Nyarugenge
- Rwezamenyo

### District de Gasabo
- Bumbogo
- Gatsata
- Gikomero
- Gisozi
- Jabana
- Jali
- Kacyiru
- Kimihurura
- Kimironko
- Kinyinya
- Ndera
- Nduba
- Remera
- Rusororo
- Rutunga

### District de Kicukiro
- Gahanga
- Gatenga
- Gikondo
- Kagarama
- Kanombe
- Kicukiro
- Kigarama
- Masaka
- Niboye
- Nyarugunga

### Sources
- Subdivisions des provinces, districts et secteurs ; site du ministère rwandais de l'administration locale.